# Овариальный резерв
Овариальный резерв, или запас яичников — генетически обусловленное количество фолликулов в яичниках. Лишь малая часть фолликулов (около 300—500 из 270 000—470 000 имеющихся в начале периода полового созревания) дойдут до стадии ооцита второго порядка и будут участвовать в овуляции, а остальные подвергнутся регрессии (или атрезии) на разных стадиях своего развития. Атрезия фолликулов — это процесс обратного развития фолликула, характеризующийся замедлением и прекращением его роста. Уменьшение числа яйцеклеток начинается ещё во время внутриутробного развития женского плода. Процесс созревания и дегенерации фолликулов непрерывный: его нельзя остановить или замедлить, а также невозможно ускорить с помощью стимуляции. Он длится до наступления менопаузы.

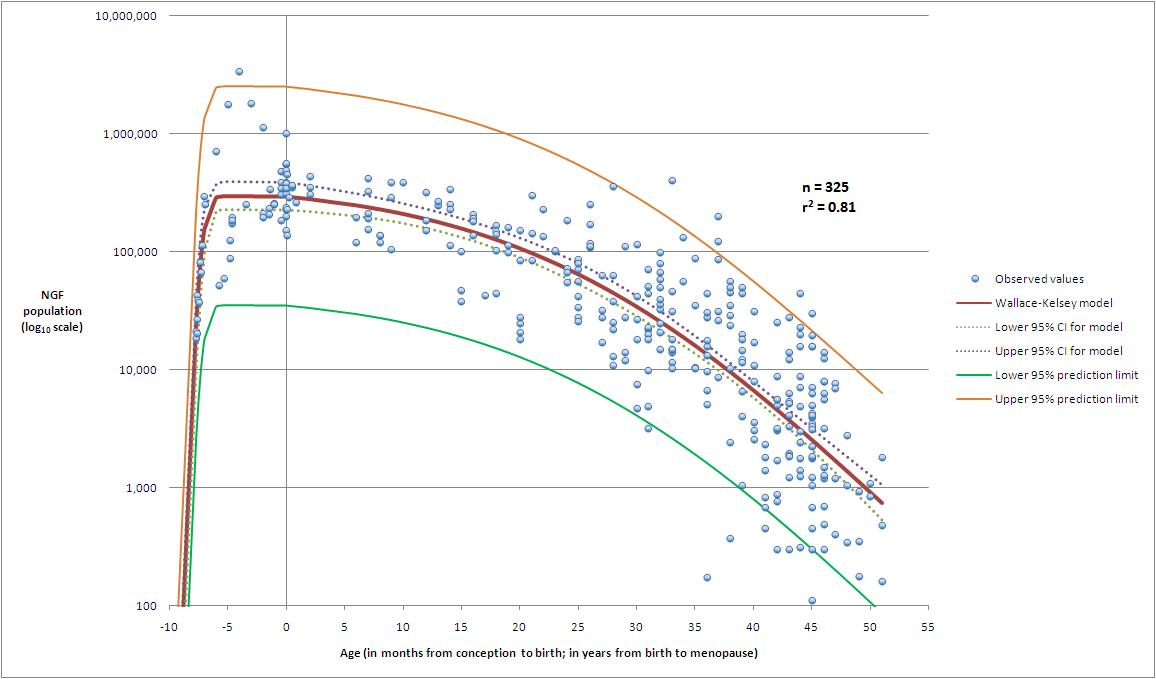
Модель овариального резерва от зачатия до менопаузы

К факторам, снижающим овариальный резерв, относятся: перенесённые заболевания и операции на органах малого таза; курение и злоупотребление алкоголем; лучевая и химиотерапия; генитальный эндометриоз; эндокринная патология.

## Способы оценки овариального резерва
1. Возраст. Овариальный резерв яичников необратимо расходуется с каждым менструальным циклом. Истощение запаса фолликулов происходит более быстрыми темпами за 10-15 лет до наступления менопаузы.
2. Подсчёт антральных фолликулов. Количество антральных фолликулов определяют с помощью ультразвукового исследования (УЗИ) на 2-4 день менструального цикла. С помощью этого метода можно определить как число антральных фолликулов (крупных фолликулов с диаметром от 2 до 10 мм), так и объём самого яичника.
3. Антимюллеров гормон. Гормон, секретируемый клетками гранулёзы фолликулов в гормон-чувствительную стадию их роста. Уровень этого гормона определяется количеством фолликулов на данной стадии роста, а низкие его значения свидетельствуют о недостаточном количестве фолликулов в яичниках.
4. Базальный уровень ФСГ и ингибина B. Фолликулостимулирующий гормон гипофиза (ФСГ) способствует созреванию фолликулов и стимулирует рост гранулярных клеток яичника. Под действием ФСГ клетки гранулёзной оболочки фолликула вырабатывают гликопротеин ингибин В. Снижение уровня ингибина В указывают на уменьшение количества примордиальных фолликулов и начало снижения репродуктивной функции. Компенсаторное повышение уровня ФСГ также является одним из первых признаков уменьшения овариального запаса.
5. EFORT-Test. Функциональная проба физиологического ответа яичников на введение извне фолликулостимулирующего гормона (ФСГ). Метод основан на исследовании в крови концентрации ингибина В и антимюллерова гормона и изменении их количества после введения фолликулостимулирующего гормона.

Исследование овариального резерва может быть назначено врачом при обследовании супружеской пары для выявления причины бесплодия и невынашивания беременности, а также при планировании беременности и для оценки прогноза фертильности женщины. 